# Leo de Block

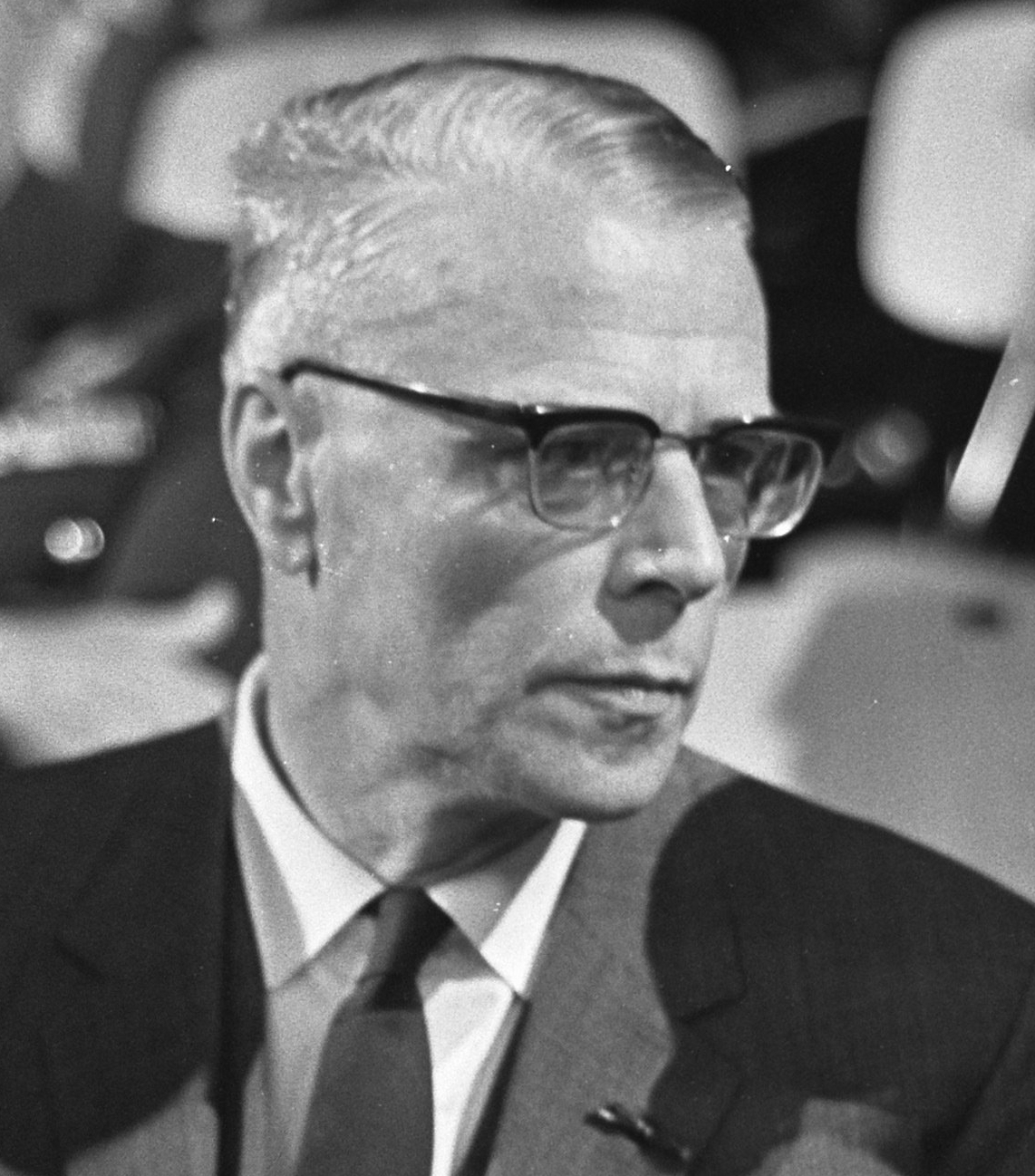
Leo de Block (1967)

Leo de Block (* 14. August 1904 in Den Haag; † 4. Januar 1988 ebenda) war ein niederländischer Politiker (KVP). Er war Wirtschaftsminister im Kabinett von Piet de Jong.

## Leben
De Block arbeitete von 1923 bis 1928 bei der Amsterdamsche Bank und anschließend von 1928 bis 1945 bei der Incasso-Bank. Nach einem kurzen Intermezzo von 1945 bis 1946 beim Nederlandsche Beheersinstituut war er kurzzeitig von 1946 bis 1947 Direktor der Incasso-Bank.
1947 kam de Block ins Finanzministerium und war dort für Devisenanlagen zuständig. 1953 wurde er stellvertretender Thesaurier-Generaal im Finanzministerium, eine der höchsten dort zu vergebenden Positionen. 1959 folgte die Ernennung als Generaldirektor für Industrialisierung und Energieversorgung im Wirtschaftsministerium. Nachdem er 1960 als Finanzdirektor zur nationalen Luftfahrtgesellschaft KLM gewechselt war, kehrte de Block 1963 wieder in die Politik zurück und wurde Staatssekretär im Außenministerium mit Zuständigkeit für Europäische Zusammenarbeit und Verkehr. In den Jahren 1966–1967 war er auch Staatssekretär im Verkehrsministerium und dort mit internationalen Verkehrsangelegenheiten betraut. 1967 wurde de Block schließlich unerwartet Wirtschaftsminister, als zuvor andere Kandidaten abgelehnt hatten.
Zu de Blocks Wirken als Minister gehört die 1967 erfolgte Inkrafttretung des Gesetzes zur Mineralienförderung auf dem Land und dem IJsselmeer, das 1965 von Joop den Uyl initiiert worden war, zeitgleich geschah dies auch zu einem Gesetz für die Öl- und Gasförderung in der Nordsee. 1968 wurde unter ihm die Zusammenarbeit mit Großbritannien und Deutschland im Urenco-Projekt beschlossen. Die Einführung der Mehrwertsteuer zum 1. Januar 1969 bereitete de Block schließlich erhebliche Schwierigkeiten. Die Preise stiegen nach der Einführung stark an, wodurch er starker Kritik ausgesetzt war, schließlich sah er sich im April des Jahres dazu veranlasst, eine Preisregelung einzuführen, die bereits im September durch eine neue Preisverordnung ersetzt wurde. Auch seine Lohnpolitik wurde kritisiert, so kam es zu Auseinandersetzungen im Ministerrat wegen des unangetasteten Metalltarifvertrags. De Block fürchtete, dass dadurch die Lohnpreisspirale nicht durchbrochen werden könne, wodurch Auswirkungen auf dem Arbeitsmarkt zu befürchten seien. De Block trat schließlich im Januar 1970 zurück.
Im Anschluss an seine Ministerzeit war de Block in Amsterdam Vorsitzender des Stiftung Niederländisches Studienzentrum für administrative Automatisierung.

## Ehrungen
- 1965: Großes Silbernes Ehrenzeichen am Bande für Verdienste um die Republik Österreich[1]
- 1970: Kommandeur des Orden vom Niederländischen Löwen